# Clos-Poulet
Der Clos-Poulet ist eine Region im Nordosten der Bretagne, die ungefähr Saint-Malo und seinem unmittelbaren Hinterland entspricht. Sie liegt zwischen dem Ästuar der Rance im Westen, dem Ärmelkanal im Norden und Osten mit der Bucht des Mont Saint-Michel, sowie den Schwemmebene von Dol-de-Bretagne (Marais de Dol) und dem Mare Saint-Coulban im Süden. Lange Zeit waren die einzigen Zugänge zum einen die Digue de Bretagne vom Mont Saint-Michel aus über Dol, Saint-Méloir-des-Ondes, zum anderen von Châteauneuf-d’Ille-et-Vilaine im Süden her.

## Etymologie
Der Name Clos-Poulet ist mit den Formen Pavelet (1032), Pohelet (1040). Paelet (1152) und Poullet (1330) bezeugt. Mit dem Begriff Poulet (Huhn) hat der Name nichts zu tun, wohl aber mit einer Entstellung von Pou Alet, (Le pays d’Alet): Alet ist eine ehemalige gallorömische Siedlung an der gleichnamigen Festung im heutigen Saint-Servan (heute Ortsteil von Saint-Malo).

## Geschichte
Im armorikanischen Gallien war Alet der Hauptort der Curiosoliten auf den Höhen von Saint-Servan. Es wurde von Corseul abgelöst, das die Römer im 1. Jahrhundert gründeten. Der Bischof Machutus (Saint Maclou) erreichte die Île de Cézembre und Aleth erst im 6. Jahrhundert. Der Clos-Poulet wurde dann einer der traditionellen Unterbezirke des Bistums Saint-Malo, das im 9. Jahrhundert gegründet wurde, war später ein Dekanat des Archidiakons von Lohéac im gleichnamigen Bistum, dessen Sitz im 11. Jahrhundert nach Saint-Malo verlegt wurde.
Der Clos-Poulet  zählte vor der Revolution elf Pfarren, hinzu kamen zwei Enklaven von Dol: Saint-Coulomb und Saint-Ideuc (heute Stadtteil von Saint-Malo).

## Schwarzmarkt
Diese Region war Schauplatz eines erfindungsreichen und strukturierten Schwarzmarktes, der mit Tabak in Verbindung stand und die Landwege, die Gezeiten des Kanals und die Flussmündung der Rance mit seinen Nebenflüssen und Buchten nutzte. In der Tat genoss die Gemeinde Châteauneuf-d'Ille-et-Vilaine das Privileg des Staates, Tabak anzubauen. Die Ernte stand unter der Aufsicht von Zöllnern, ebenso wie zur Zeit der Gabelle (Salzsteuer) die Saline von Saint-Suliac.
Ähnlich agierten während der Revolution die Chouans, auch sie profitierten vom Ästuar der Rance, um nachts mit Schiffen, die aus Jersey, Guernsey oder England kamen, den Seetransport und den Postdienst für die (exilierten) Adligen zu organisieren, Menschen an Land oder an Bord gehen zu lassen, Ausrüstung und Waffen anzulanden.

## Weblink
- Paysage d'Ille-et-Vilaine : Saint-Malo et le Clos-Poulet